# Курилово (Ивняковское сельское поселение)
Курилово — деревня Ивняковского сельского поселения Ярославского района Ярославской области.

## География
Группа из четырёх деревень (Поповка, Ананьино, Курилово, Бовыкино) расположена в окружении полей. С запада и с востока проходят железнодорожные пути.

## История
В 2006 году деревня вошла в состав Ивняковского сельского поселения образованного в результате слияния Ивняковского и Бекреневского сельсоветов.

## Население
| 2007 | 2010 |
| ---- | ---- |
| 6    | →6   |

### Историческая численность населения
По состоянию на 1859 год в деревне было 19 домов и проживало 79 человека.
По состоянию на 1989 год в деревне проживало 15 человек.

### Национальный и гендерный состав
Согласно результатам переписи 2002 года, в национальной структуре населения русские составляли 100 % из 6 чел., из них 4 мужчин, 2 женщины.
Согласно результатам переписи 2010 года население составляют 3 мужчины и 3 женщины.

## Инфраструктура
Основа экономики — личное подсобное хозяйство. По состоянию на 2021 год большинство домов используется жителями для постоянного проживания и проживания в летний период. Вода добывается жителями из личных колодцев. Имеется таксофон (около дома №2).
В отличие от остальных трёх деревень, есть церковь Николая Чудотворца, построенная в 1913 году, здание эклектичной архитектуры с элементами неорусского стиля. Построена в 1913 на средства купца С. Н. Сорокина. Четверик, завершенный тремя поставленными в ряд главками, с небольшой трапезной и колокольней. Закрыта в 1962. Возвращена верующим в 1990, отремонтирована.
Почтовое отделение №150506, расположенное в деревне Бекренево, на март 2022 года обслуживает в деревне 18 домов.

## Транспорт
Курилово расположено в 3 км от автодороги Р-132 «Золотое кольцо». До деревни идёт грунтовая дорога. Есть возможность проехать из Брагино с улицы Громова.